# 船木謙一
船木 謙一（ふなき けんいち）は、日本の作曲家、編曲家である。舩木 謙一と記されているケースもある。

## 来歴・人物
1969年（昭和44年）頃から、ビクターレコード（日本ビクターの音楽部門、現在のJVCケンウッド・ビクターエンタテインメント）を中心に編曲家として活動する。
1975年（昭和50年）、輪島功一のシングル『涙の中から』や大谷ひで子『着たきりすずめ』、冠二郎『忘却の旅』等の編曲を最後に、本名義での活動がみられなくなる。
1975年12月15日、死去した。
日本音楽著作権協会（JASRAC）の公式ウェブサイトによれば、船木は同協会の信託作家ではない。

## おもな楽曲
特筆以外はシングル、編曲作品、提供先の歌手名の50音順による一覧である。JASRACには2017年5月現在、5曲の作曲作品が登録されている。
- 青江三奈
  - 『昭和おんなブルース』（作詞なかにし礼、作曲花礼二、1970年発売） - 第12回日本レコード大賞作詩賞受賞曲
- 梓みちよ
  - 『売れ残ってます』（作詞増永直子、作曲鈴木淳、1970年発売）
- 安倍律子
  - 『愛のきずな』（作詞加茂亮二、作曲鈴木淳、1970年発売） - 第12回日本レコード大賞新人賞受賞曲
- アン真理子
  - 『恋のプリンセス』（作詞原由記、シングル『悲しみは駈け足でやってくる』B面曲、1969年発売） - 作曲・編曲
  - 『太陽は知らない』（作詞阿久悠、作曲三木たかし、1970年5月発売）
  - 『三丁目の真理子』（作詞みなみらんぼう、1970年発売） - 作曲・編曲
- 榎本美佐江
  - 『浜木綿小唄』（作詞佐伯孝夫） - 作曲・編曲
- 大谷ひで子
  - 『北国の街』（作詞山口洋子、作曲彩木雅夫、1974年発売）
  - 『着たきりすずめ』（作詞山口洋子、作曲関戸公明、1975年発売）
- 大津美子
  - 『優雅なる求愛』（作詞原由記、1969年発売） - 作曲・編曲
  - 『涙と星の対話』（作詞みやたせいろう，作曲関原京介、1969年発売）
- 冠二郎
  - 『大演歌』（作詞四条宏美、作曲猪俣公章、1971年7月発売）
  - 『哀愁東京』（作詞・作曲宮川としを、1973年11月発売）
  - 『玄海別れ唄』（作詞瀧竜二、作曲千葉毅、1974年7月発売）
  - 『忘却の旅』（作詞・作曲宮川としを、1975年3月発売）
- 西城浩二
  - 『はじめてだから』（作詞山口洋子、作曲藤本卓也、1971年発売）
- 沢リリ子
  - 『ひとりぼっちのはやり唄』（作詞西山正清、作曲小沢真与志）
- 三条アンナ
  - 『第一章・涙』（作詞サトウ・ハチロー、作曲寺岡真三、1969年11月発売）
  - 『第二章・祈り』（作詞サトウ・ハチロー、作曲三条アンナ、1970年5月発売）
  - 『女は生まれて恋に死ぬ』（作詞・作曲みなみらんぼう、1970年11月発売）
- 純エリ子（藍美代子）
  - 『初めての約束』（作詞中村小太郎、作曲鈴木淳、1970年11月発売）
- 杉本美樹
  - 『女番長流れ者』（作詞すずきすずか、作曲水木京子、1972年11月発売）
- 田村ひろみ
  - 『さよならがいえない街』（作詞伊藤アキラ、作曲鈴木淳）
  - 『雨がくれた恋人』（永井秀和とデュエット、作詞山口あかり、作曲井上忠夫）
- 原みつるとシャネル・ファイブ
  - 『稚内ブルース』（作詞・作曲藤本卓也、1971年7月発売）
  - アルバム『稚内ブルース』（1971年発売） - 全曲アレンジ
- ザ・ブレッスン・フォー
  - 『トリプルファイターの歌』（作詞東京一、作曲宮内国郎、1972年発売）
- 別所夏子
  - 『甘い関係』
- 真樹エリ子
  - 『アカシヤの花咲く北国の街』（作詞青木久子、作曲彩木雅夫、1972年発売）
  - 『そして』（1972年発売）
- 麻里圭子
  - 『ケンタウロスの子守唄』（作詞筒井康隆、作曲山下洋輔）
  - 『ぼくのうちのロボット君』（作詞真鍋博、作曲宇野誠一郎）
  - 『宇宙サーカス団』（作詞真鍋博、作曲宇野誠一郎）
  - 『アンタレス星人のうた』（作詞筒井康隆、作曲山下洋輔）
- 三田明
  - 『振り返ってみたけれど』（作詞山口洋子、作曲藤本卓也、1970年12月発売）
- 森本和子
  - 『新宿エレジー』（作詞山口洋子、作曲関戸公明）
  - 『ネオン舟』（作詞宮川哲夫、1974年発売）
- 輪島功一
  - 『涙の中から』（作詞川内康範、作曲北原じゅん、1975年発売）